# Camillo Felgen
Camillo Jean Nicolas Felgen (Tétange, 17 de novembro de 1920 - Esch-sur-Alzette, 16 de julho de 2005) foi um cantor, a(c)tor, compositor, D.J. e apresentador de televisão luxemburguês.

## Biografia
Felgen iniciou a sua carreira profissional como professor. Durante a Segunda Guerra Mundial, Felgen trabalhou como tradutor para os ocupantes alemães do seu país natal e também foi repórter para um jornal de língua francesa. Estudou teatro e ópera em Bruxelas e Liège. Em 1946, entrou para Rádio Luxembourg como cantor num coro e repórter de língua francesa. Em 1949, concluiu os seus estudos de teatro e ópera.

## Música
Em 1931, ele produziu o seu primeiro sucesso internacional Bonjour les Amis (Olá Amigos). A canção tornou-se  mesmo o hino da televisão luxemburguesa. Em 1956, gravou o seu primeiro disco em língua alemã Onkel Toms altes boot (O Velho Barco do Tio Tom).
Felgen representou o Luxemburgo no Festival Eurovisão da Canção 1960 com a canção So laang we's du da bast (Que longe tu estás), tornando-se o primeiro homem a representar o Luxemburgo  e também a cantar em luxemburguês (aliás apenas por duas vezes o Grão-Ducado enviou duas canções nessa língua, em 1960 e 1992. Nesta sua primeira presença não foi feliz, terminando em 13º lugar e último lugar, com apenas 1 ponto.
Camillo Felgen voltou a representar o seu país natal em 1962 mas desta feita, com um tema cantado em francês (Petit bonhomme), (Homenzinho) que terminou em 3º lugar com 13 pontos.
Felgen traduziu para alemão duas canções do grupo Beatles I want to hold your hand e She loves you, em 1964. Como dire(c)tor de programas da televisão luxemburguesa teve vinte e quatro horas para traduzir as letras, voar para Paris e ensinar a banda a cantar as versões foneticamente.

## Filmografia
- 1958: Wenn die Conny mit dem Peter: Audience member
- 1959: Mein Schatz, komm mit ans blaue Meer
- 1960: Das Nachtlokal zum Silbermond
- 1960: Schlager-Raketen
- 1960: Schlagerparade: From Radio Luxembourg
- 1965: Spiel ohne Grenzen (série TV): Host (1965-1973)
- 2001: Le Club des chômeurs